# آلبرتو بونیوتی
آلبرتو بونیوتی (انگلیسی: Alberto Boniotti؛ زادهٔ ۲۳ مارس ۱۹۹۵) بازیکن فوتبال است.
از باشگاه‌هایی که در آن بازی کرده‌است می‌توان به باشگاه فوتبال پادوا و باشگاه فوتبال برشا اشاره کرد.